# 目かくし
『目かくし』（Blindfold）は1966年のアメリカ合衆国の映画。出演はロック・ハドソンなど。
ロナルド・レーガンが本作のオーディションを受けたという。

## キャスト

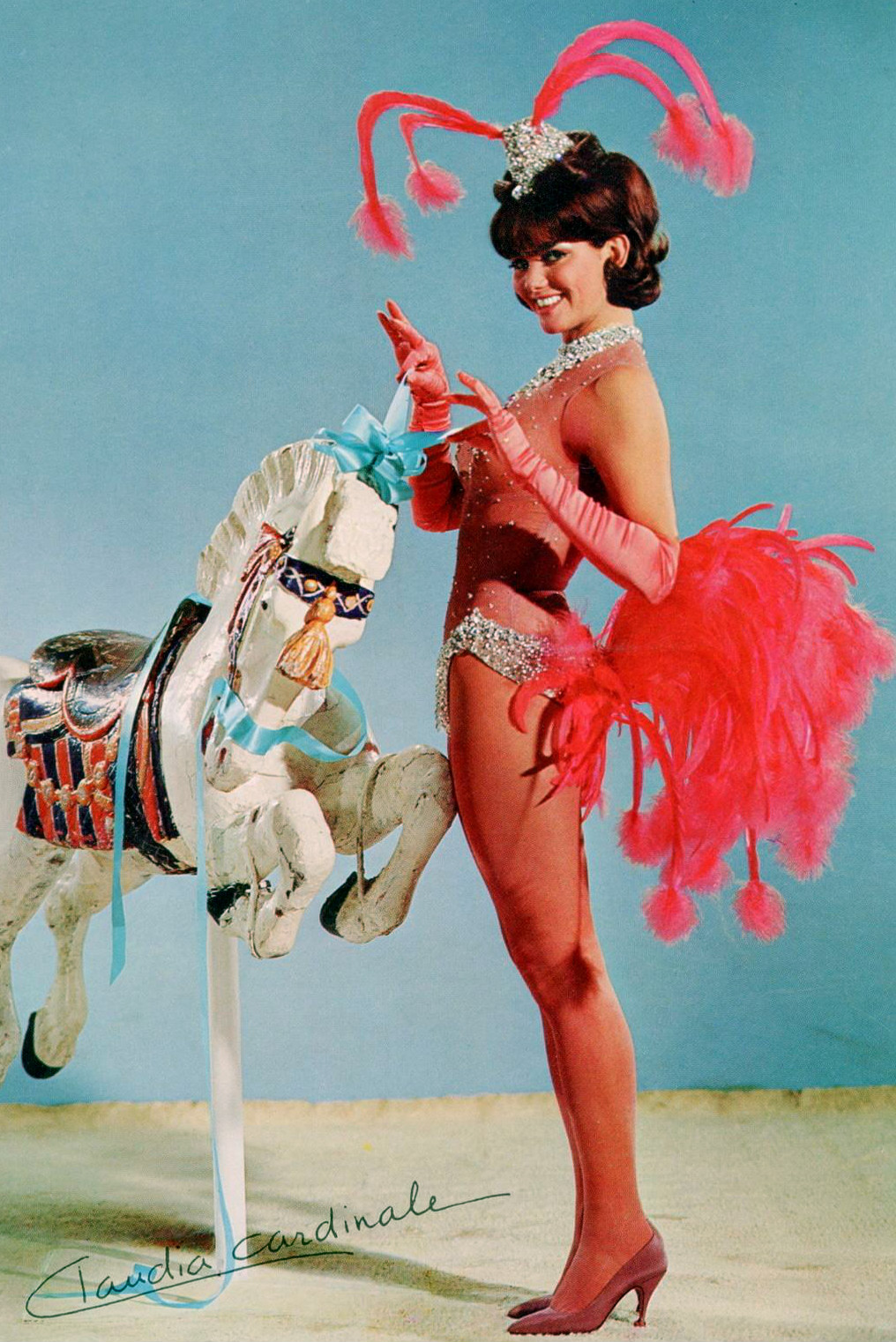
本作の衣装を着たクラウディア・カルディナーレ

| 役名                           | 俳優                         | 日本語吹替                                 |
| 役名                           | 俳優                         | TBS版                                      |
| ------------------------------ | ---------------------------- | ------------------------------------------ |
| バーソロミュー・スノー博士     | ロック・ハドソン             | 金内吉男                                   |
| ビッキー・ビンセンティ         | クラウディア・カルディナーレ | 小原乃梨子                                 |
| プラット将軍                   | ジャック・ウォーデン         | 島宇志夫                                   |
| ジェームズ・フィッツパトリック | ガイ・ストックウェル         | 村越伊知郎                                 |
| ハリガン刑事                   | ブラッド・デクスター         | 富田耕生                                   |
| スミス                         | アン・シーモア               | 中村紀子子                                 |
| アーサー・ビンセンティ         | アレハンドロ・レイ           | 納谷六朗                                   |
| デイビス                       | ハリー・ローズ               | 柴田秀勝                                   |
| 不明 その他                    | N/A                          | 塩見竜介 加藤修 飯塚昭三 辻村真人 北村弘一 |
| 日本語スタッフ                 |                              |                                            |
| 演出                           |                              |                                            |
| 翻訳                           |                              |                                            |
| 効果                           |                              |                                            |
| 調整                           |                              |                                            |
| 制作                           | 制作                         | グロービジョン                             |
| 解説                           | 解説                         | N/A                                        |
| 初回放送                       | 初回放送                     | 1969年12月1日 『月曜ロードショー』         |